# 印第安韋爾斯 (加利福尼亞州)
印第安韋爾斯（英語：Indian Wells），位於美國加州的里弗賽德縣的一座城市，根據美國2000年人口普查數字，該城市的人口數為3,816。
於印第安韋爾斯舉辦的印第安韋爾斯網球公開賽（目前的官方名稱是法國巴黎銀行公開賽），屬於九項ATP世界巡迴賽1000大師賽之一，賽事的舉辦場地是有16,100個座位的印第安韋爾斯網球場。